# Sublime Text
Sublime Text ([səˈblʌɪm tɛkst]) — проприетарный текстовый редактор. Поддерживает плагины на языке программирования Python.
Разработчик позволяет бесплатно и без ограничений ознакомиться с продуктом, однако программа уведомляет о необходимости приобретения лицензии.

## Возможности
Некоторые возможности:
- Быстрая навигация (Goto Anything)
- Командная палитра (Command Palette)
- API плагинов на Python
- Одновременное редактирование (Split Editing)
- Высокая степень настраиваемости (Customize Anything)
- Индивидуальные настройки проекта
- Широкие возможности настройки с помощью файлов настроек JSON, включая настройки для конкретных проектов и платформ.
- Кроссплатформенность (Windows, macOS и Linux) и вспомогательные подключаемые модули для кроссплатформенности
- Совместим со многими языковыми грамматиками из TextMate[8]

Поддержка языков
Sublime Text поддерживает большое количество языков программирования и имеет возможность подсветки синтаксиса для C, C++, C#, CSS, D, Dylan, Erlang, HTML, Groovy, Haskell, Java, JavaScript, LaTeX, Lisp, Lua, Markdown, MATLAB, OCaml, Perl, PHP, Python, R, Ruby, Rust, SQL, TCL и XML.
В дополнение к тем языкам программирования, которые включены по умолчанию, пользователи имеют возможность загружать плагины для поддержки других языков.
Менеджер пакетов
Sublime Text может быть оснащён менеджером пакетов, который позволяет пользователю находить, устанавливать, обновлять и удалять пакеты без перезагрузки программы. Менеджер поддерживает установленные пакеты в актуальном состоянии, загружая новые версии из репозиториев. Кроме того, он предоставляет команды для активации и деактивации установленных пакетов.

## Особенности
Некоторые особенности программы:
Интерфейс
Редактор содержит различные визуальные темы, с возможностью загрузки дополнительных.
Пользователи видят весь свой код в правой части экрана в виде мини-карты, при клике на которую можно осуществлять навигацию.
Есть несколько режимов экрана. Один из них включает от 1 до 4 панелей, с помощью которых можно показывать до четырёх файлов одновременно. Полноценный (free modes) режим показывает только один файл без каких-либо дополнительных меню вокруг него.
Выделение столбцов и множественная правка
Выделение столбцов целиком или расстановка нескольких указателей по тексту, что делает возможным мгновенную правку. Указатели ведут себя, будто каждый из них — один в тексте. Команды типа перемещение на знак, перемещение на строку, выборка текста, перемещение на слово или его части (CamelCase, разделённый дефисом или подчёркиванием), перемещение в начало/конец строки и т. д., влияют на все указатели независимо и сразу, позволяя править сложноструктурированный текст быстро, без использования макрокоманд или регулярных выражений.
Автодополнение
Когда пользователь набирает код, Sublime Text, в зависимости от используемого языка, будет предлагать различные варианты для завершения записи. Редактор также автоматически завершает созданные пользователем переменные.
Подсветка синтаксиса и высокая контрастность
Тёмный фон Sublime Text предназначен для увеличения контрастности текста. Основные элементы синтаксиса выделены разными цветами, которые лучше сочетаются с тёмным фоном, нежели со светлым.
Поддержка систем сборки
Sublime Text позволяет пользователю собирать программы и запускать их без необходимости переключаться на командную строку. Пользователь также может настроить свою систему сборки и включить автоматическую сборку программы каждый раз при сохранении кода.
Заготовки (сниппеты)
Сохранение фрагментов часто используемого кода, ключевые слова для их запуска.
Переход по файлам
Навигационный инструмент, который позволяет пользователям перемещаться между файлами, а также внутри них, с помощью нечёткого поиска.
Другие особенности
- Дополнительно реализована функция автосохранения, помогающая пользователям не потерять проделанную работу.
- Настраиваемые комбинации клавиш и инструмент навигации позволяют назначать свои комбинации клавиш для меню и панелей инструментов (только для первой версии, во второй и третьей — Command Palette).
- Возможность поиска по мере набора используется для поиска в документе.
- Функция проверки синтаксиса работает подобным же образом, проверяя корректность прямо во время ввода.
- Есть возможность автоматизации с помощью макросов и повтора последних действий.
- Команды редактирования, включая редактирование отступов, переформатирование параграфов и объединение строк.

## История

### Sublime Text
Проект начался в ноябре 2007 года с целью создать «лучший текстовый редактор», первая версия программы вышла 18 января 2008 года и была доступна только под Windows.
Из возможностей программы стоит отметить:
- систему проектов: возможность объединения файлов в один проект;
- режим Distraction Free — полноэкранный режим с акцентом на содержимом;
- панель быстрого доступа для перехода по файлам проекта или файлам в текущем каталоге;
- возможность выбрать несколько строк для редактирования;
- API плагинов на Python;
- поддержка «горячих» клавиш;
- поиск по файлам.

Последняя версия Sublime Text 1 вышла 13 сентября 2010 года.

### Sublime Text 2
Со второй версии редактор стал доступен под OS X и Linux.
Публичное тестирование началось с альфа-версии.
Первая бета-версия была выпущена 1 июля 2011 года, а финальная — 26 июня 2012 года.
Нововведения:
- подсветка синтаксиса языка Go;
- функция «перейти к чему-нибудь» — быстрый переход к разным участкам кода;
- палитра команд — предоставление быстрого доступа к командам;
- быстрая смена проекта;
- поддержка Mac OS X Snow Leopard и OS X Lion[21].

### Sublime Text 3
Бета-версия Sublime Text 3 вышла 29 января 2013 года и была доступна только для зарегистрированных пользователей, которые купили Sublime Text 2. Однако после релиза 3047, Sublime Text 3 стал доступен всем.
Финальная версия вышла 13 сентября 2017 года, 3.1 — 7 мая 2018 года, а 3.2 — 13 марта 2019 года.
Однако dev-версия доступна только зарегистрированным участникам.
Также для загрузки стали доступны deb-пакеты для GNU/Linux-дистрибутивов. Ранее же были доступны только tar-архивы.
Изменения в новой версии:
- увеличение скорости запуска программы;
- улучшения в интерфейсе, в поиске, редактировании HTML-файлов;
- использование Python 3 для плагинов;
- индексирование файлов для поиска объявления переменной, функции или класса как в современных IDE;
- улучшение производительности функции «заменить всё»;
- перемещение плагинов в отдельный процесс для предотвращения задержек загрузки и краха Sublime Text;
- переход к предыдущим позициям курсора.

### Sublime Text 4
В апреле 2020 года разработчик объявил в чате Discord о работе над Sublime Text 4 и опубликовал альфа-версию для тестирования.
Пользователи, получившие доступ к этой версии, отмечают высокую скорость работы программы и плавность скроллинга.
В этой версии планируется изменение способа продажи редактора: лицензия будет позволять обновлять программу три года, после чего для использования новых версий нужно будет продлевать подписку.
Финальная версия вышла 21 мая 2021 года.